# GURU GURU!
『GURU GURU!』（グルグル!）は、2024年10月1日からJ-WAVEで放送されているラジオ番組。

## 概要
世間の常識や多数派の声、あたりまえの事実をあえて逆の視点と発想で考えていく“逆転ラジオ”。
日替わりでテーマを設け、リスナーとさまざまな視点で語り合い、発想と柔軟性を育てる教養バラエティプログラム。
番組ハッシュタグは「#グルグル813」。

## ナビゲーター
- 月曜：加賀翔（かが屋）（2024年10月1日[注 1] - ）
- 火曜：ダウ90000（2024年10月1日 - ）
- 水曜：福留光帆[注 2]・前田裕太 (ティモンディ)（2024年10月2日 - ）
- 木曜：エバース（2024年10月3日 - ）

## コーナー

### GRUUVE BUNCH（22:35～22:45頃 OA）
本番組がプッシュする、音楽シーンを駆け抜ける4組のクリエイターのアジトとして、近況や音楽制作の話はもちろん、本番組のコンセプトと同様に、多様な価値観を持ったリスナーたちとのコミュニティーを形成するコーナー。
2024年10月からの担当アーティストは、以下の通りである。
- 月曜：羊文学（2024年10月7日 - ）
- 火曜：乃紫（2024年10月1日 - ）
- 水曜：WurtS（2024年10月2日 - ）
- 木曜：なとり（2024年10月3日 - ）

### 鈴木ジェロニモ 半径3mの違和感短歌（22:53～22:56頃 OA）
「若者の怒り」をテーマに、日常の違和感を、ピン芸人・鈴木ジェロニモが短歌にのせて叫ぶコーナー。

### PIA STARBURST（毎週月曜 23:25～23:40頃 OA）
J-WAVEとぴあによる、未来の音楽シーンを担う若手バンドをフックアップするプロジェクトとして放送されるコーナー。
無類のバンド好き・邦ロック好きで話題を集める、お笑いコンビ・はるかぜに告ぐのとんずが、音楽好きの加賀とリスナーに向けて注目バンドを紹介し、彼女の地元・関西エリアで勢いのあるバンドから、全国区になりつつあるバンドまで、とんずならではの視点で、ニューアーティストをプレゼンする。
月初めの放送では、"SONAR TRAX(J-WAVEが毎月おすすめする最新楽曲)"を、加賀のソロナビゲートで紹介する。
前番組『SONAR MUSIC』で2024年9月まで放送されていた「PIA SONAR'S LAB」の実質的な後継企画。

## エンディングテーマ
- ena mori, Tomggg「なんてね」（2024年10月1日 - ）

## 放送時間
以下の時間は日本標準時に基づく。
- 毎週月曜 - 木曜 22:00 - 24:00（2024年10月1日 - ）
  - 2025年7月31日は後続番組『SPARK』の放送休止に伴い、翌8月1日1時（25時）まで放送[2]。